# NGC 7425
NGC 7425 ist eine linsenförmige Galaxie vom Hubble-Typ SB0-a im Sternbild Aquarius. Sie ist schätzungsweise 328 Millionen Lichtjahre von der Milchstraße entfernt.
Das Objekt wurde im Jahre 1886 von Frank Muller entdeckt.